# Ilburnia viridis
Ilburnia viridis är en insektsart som beskrevs av Frederick Arthur Godfrey Muir 1922. Ilburnia viridis ingår i släktet Ilburnia och familjen sporrstritar. Inga underarter finns listade i Catalogue of Life.